# Kiro (bebida)
A Kiro é uma marca brasileira de bebidas, conhecida por ser a primeira produtora de switchel (bebida a base de gengibre) no Brasil. 